# Glenn O'Shea
Pour les articles homonymes, voir O'Shea.
Glenn O'Shea, né le 14 juin 1989 à Swan Hill, est un coureur cycliste australien spécialiste de la piste. Il a été champion du monde de l'omnium en 2012 et de poursuite par équipes en 2013 et 2014.

## Biographie
En avril 2020, il est nommé entraineur national sur piste en Australie, où il s'occupe de l'endurance féminine. En janvier 2023, il est nommé entraineur sur piste des épreuves en peloton.

## Palmarès sur piste

### Jeux olympiques
- Londres 2012
  -   Médaillé d'argent de la poursuite par équipes (avec Jack Bobridge, Rohan Dennis et Michael Hepburn)
  - 5e de l'omnium
- Rio 2016
  - 7e de l'omnium

### Championnats du monde
- Melbourne 2012
  -  Champion du monde de l'omnium
  -  Médaillé d'argent de la poursuite par équipes
- Minsk 2013
  -  Champion du monde de poursuite par équipes (avec Alexander Edmondson, Michael Hepburn et Alexander Morgan)
  -  Médaillé de bronze de l'omnium
  - 15e de l'américaine
- Cali 2014
  -  Champion du monde de poursuite par équipes (avec Luke Davison, Mitchell Mulhern et Alexander Edmondson)
  - 8e du scratch
  - 10e de la course aux points
  - 14e de l'américaine
- Saint-Quentin-en-Yvelines 2015
  -  Médaillé d'argent de l'omnium
  - 7e de l'américaine
- Londres 2016
  -  Médaillé de bronze de l'omnium
  - 15e du scratch

### Coupe du monde
- 2008-2009
  - 1er de la course aux points à Melbourne
  - 1er de la poursuite par équipes à Pékin (avec Rohan Dennis, Leigh Howard et Mark Jamieson)
  - 1er de l'américaine à Pékin (avec Leigh Howard)
- 2011-2012
  - 1er de la poursuite à Astana
  - 1er de l'américaine à Astana (avec Alexander Edmondson)
  - 1er de l'omnium à Pékin
  - 2e de la poursuite par équipes à Astana
- 2012-2013
  - 2e de l'omnium à Glasgow
- 2013-2014
  - 2e de la poursuite par équipes à Manchester
- 2014-2015
  - 2e de l'omnium à Guadalajara
- 2015-2016
  - 3e de l'omnium à Cambridge

### Championnats du monde juniors
- 2007
  -  Champion du monde de la poursuite par équipes juniors (avec Travis Meyer, Leigh Howard et Jack Bobridge)
  -  Champion du monde de l'omnium juniors
  -  Médaille d'argent de l'américaine

### Jeux du Commonwealth
- Glasgow 2014
  -  Médaillé d'or de la poursuite par équipes (avec Luke Davison, Jack Bobridge et Alexander Edmondson)
  -  Médaillé d'argent du scratch

### Championnats d'Océanie
- 2007
  -  Champion d'Océanie du scratch
  -  Champion d'Océanie de l'omnium

### Six jours
- Six jours de Gand : 2012 (avec Iljo Keisse)

### Jeux d'Océanie juniors
- 2006
  -  Médaille d'or du scratch

### Championnats d'Australie
- 2007
  -  Champion d'Australie de l'américaine (avec Jack Bobridge)
  -  Champion d'Australie de la course aux points juniors
- 2008
  -  Champion d'Australie de l'omnium
  -  Champion d'Australie de l'américaine (avec Leigh Howard)
  -  Champion d'Australie de poursuite par équipes (avec Sean Finning, James Langedyk et Leigh Howard)
- 2009
  -  Champion d'Australie de la course aux points
  -  Champion d'Australie du scratch
- 2010
  -  Champion d'Australie de l'américaine (avec Cameron Meyer)
- 2011
  -  Champion d'Australie de poursuite par équipes (avec Alexander Edmondson, Damien Howson et Rohan Dennis)
- 2012
  -  Champion d'Australie de l'omnium
  -  Champion d'Australie de poursuite par équipes (avec Alexander Edmondson, Luke Davison et Rohan Dennis)
- 2013
  -  Champion d'Australie du kilomètre
  -  Champion d'Australie de poursuite par équipes (avec Alexander Edmondson, Luke Davison et Miles Scotson)
- 2014
  -  Champion d'Australie de l'omnium
  -  Champion d'Australie de la course aux points
  -  Champion d'Australie de poursuite par équipes (avec Alexander Edmondson, Luke Davison et Jack Bobridge)
- 2015
  -  Champion d'Australie de la course aux points

### UIV Cup
- 2008
  - UIV Cup Amsterdam, U23 (avec Leigh Howard)
  - UIV Cup Munich, U23 (avec Leigh Howard)

## Palmarès sur route

### Par années
- 2011
  - 4e étape du Canberra Tour
- 2013
  - 2e étape de la Ronde de l'Oise
  - 3e de la Ronde de l'Oise

### Classements mondiaux
| Année            | 2008 | 2009 | 2010 | 2011 | 2012  | 2013 | 2014 |
| ---------------- | ---- | ---- | ---- | ---- | ----- | ---- | ---- |
| UCI Europe Tour  | 903e |      |      |      | 1141e | 357e |      |
| UCI Oceania Tour |      |      |      | 23e  |       |      | 36e  |